# 元町 (札幌市)
元町（もとまち）は、札幌市東区の一部を指す名称。すでに公称町名としては消失しているが、駅や学校に用いられるなど、地区の名称として活用されている。
その開拓の古さから、札幌発祥の地と言われる。

## 歴史
1866年（慶応2年）、大友亀太郎はこの地に農民20戸70人を入植させ、「元村」を作り上げた。
1870年（明治3年）、柏崎からの移住者22戸が「札幌新村」を形成。翌1871年（明治4年）には元村と新村が合併して、ひとつの「札幌村」となった。
1910年（明治43年）、旧元村の一部が札幌区に編入されて「元村町」となる。以後も地域の札幌市への編入は数度にわたり繰り返される。
1955年（昭和30年）、札幌村が札幌市と合併し、札幌市字元村は「元町」となる。以降は漸次「北○条東○丁目」へと変更されていき、1981年（昭和56年）2月2日をもって「元町」という町名は廃止される。
1988年（昭和63年）12月2日、札幌市営地下鉄東豊線が開業し、元町駅が設置された。

## 施設
- 札幌市営地下鉄東豊線 元町駅
- 市立札幌開成中等教育学校
- 札幌市立元町中学校
- 札幌市立元町小学校
- 札幌市立元町北小学校
- 札幌市立開成小学校
- 札幌市元町図書館
- イオン札幌元町ショッピングセンター